# Анна Дукена
Анна Дукена — ромейська (візантійська) аристократка XII століття.
Вона вийшла заміж за угорського принца Бориса, відомого як Коломанович від імені його батька Коломана, претендента на престол Угорщини, який знайшов притулок при дворі імператора Іоанна II Комніна, який був посередником у їх шлюбі. Їхнім сином був Константин Дукас Каламан, родоначальник родини Каламанів. Анна носила ромейський титул Кралайна і Панісевасті.